# Iglesia de San Juan en Sohrol
La Iglesia de San Juan (en armenio: Սուրբ Յովհաննէս Եկեղեցի) es una iglesia católica armenia del siglo V o VI ubicada en Sohrol, condado de Shabestar, provincia de Azerbaiyán Oriental, Irán. Fue reconstruido en 1840 por Samson Makintsev (Sam Khan; miembro del Batallón Bogatyr) en ladrillo sobre los cimientos de la iglesia más antigua. Fue añadido a la Lista del Patrimonio Nacional de Irán en 1968, con el registro ID 766.

## Historia
En los siglo V y VI d. C. se construyó una iglesia en el lugar, que ya estaba en ruinas en el siglo XIX.
En 1840, con los fondos aportado por un rico armeno llamado Hagubov, bajo la dirección del arquitecto ruso Samson Jakovlewvič Makinčew (Самсо́н Я́ковлевич Маки́нцев, conocido también como Sam Khan, سامسونخان), miembro del Batallón Bogatyr, construyó una nueva iglesia armenia.
En 1936 la iglesia fue gravemente dañada por un terremoto y la puerta así como la ventana del edificio fueron posteriormente saqueadas. A causa de la emigración de los cristianos armenios tras la Segunda Guerra Mundial, y, en particular, durante la época de la Armenia soviética, la iglesia quedó huérfana.

## Wiki Loves Monuments
Una fotografía de la iglesia tomada por Farzin Izaddoust Dar ganó el primer premio en el concurso de Wiki Loves Monuments 2020. Uno de los miembros del jurado expresó su asombro por las formas geométricas y joya de la iglesia rodeada de nieve, que en consecuencia parecía flotar en un "continuo espacio-tiempo/campo gravitatorio".

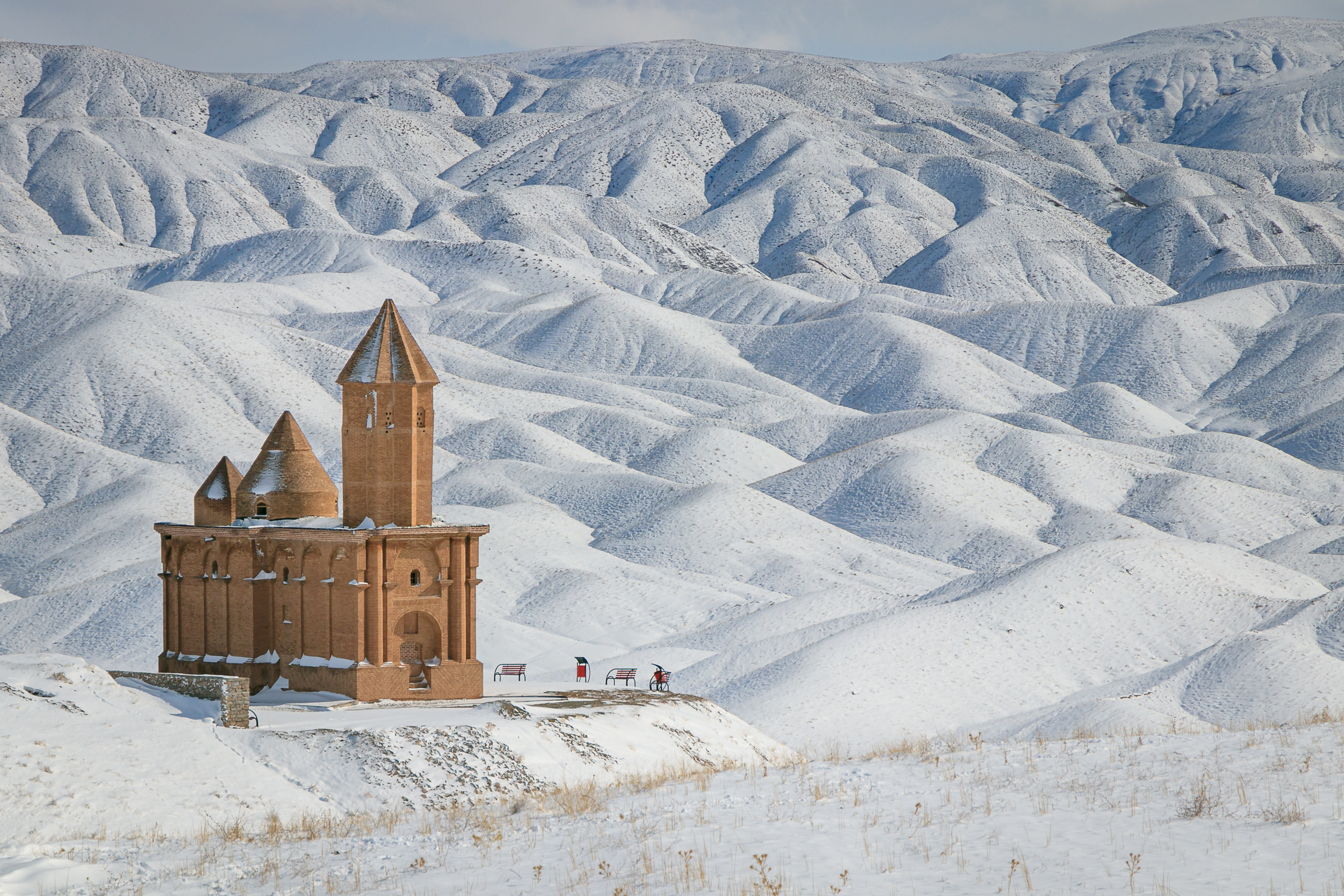
Vista invernal de la Iglesia de San Juan, iglesia católica armenia del o en Sohrol, Shabestar, Irán.
Foto ganadora del primer premio Wiki Loves Monuments 2020.

## Arquitectura
La iglesia tiene 18,45 m de largo. Mide 5,7 m de ancho en la zona del altar y 4,5 m de ancho en el resto. Está hecho de ladrillos. Las tres partes del edificio son un vestíbulo de entrada al oeste, un salón central con planta rectangular en el centro y el área del altar al este.

La iglesia tiene tres cúpulas diferentes: sobre la entrada occidental, un campanario de sección octogonal rematado por una cúpula piramidal en forma de abanico, una gran cúpula cónica sobre el salón central y sobre el altar una pequeña cúpula con un techo piramidal octogonal.

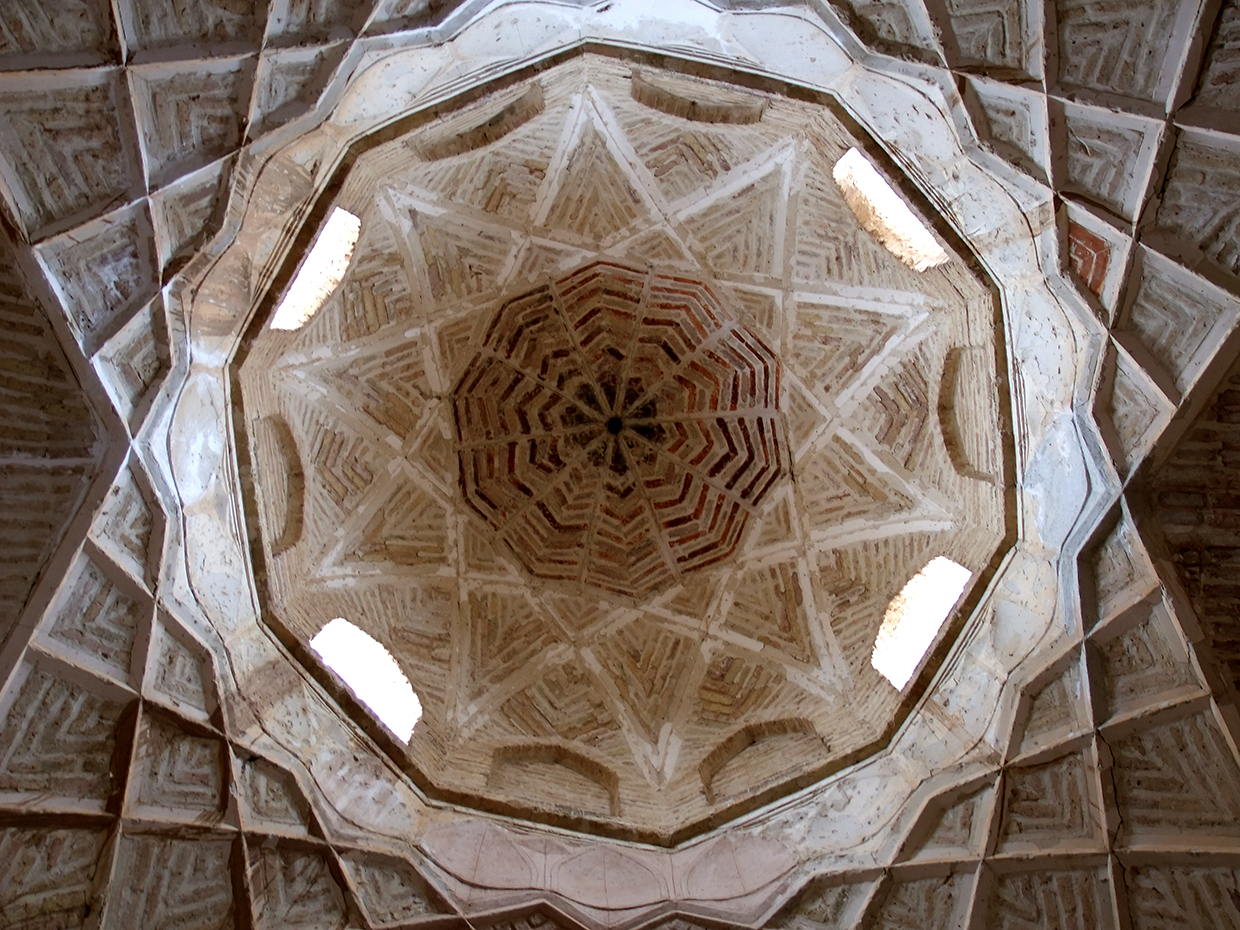
Interior de la iglesia